# Chad Allan (Musiker)
Chad Allan (* 29. März 1943 in Winnipeg, Manitoba, eigentlich Allan Peter Stanley Kowbel; † 21. November 2023) war ein kanadischer Rockmusiker (Gesang und Gitarre), der vor allem als Mitglied der Band The Guess Who bekannt wurde.

## Leben
In den späten 1950er Jahren legte sich Chad Allan seinen Künstlernamen zu und gründete die Rock-’n’-Roll-Band „Chad Allan & the Silvertones“. Die Gruppe wechselte mehrfach den Namen und hieß nacheinander „Chad Allan & the Reflections“ und „Chad Allan & the Expressions“. Die endgültige Besetzung bestand neben Allan aus Randy Bachman (Gitarre), Jim Kale (Bass), Garry Peterson (Schlagzeug) und Bob Ashley (Piano).
1965 brachten sie beim kanadischen Label Quality Records ihr erstes Album Shakin' All Over heraus. Als Bandnamen druckte die Firma „Chad Allan and the Expressions – Guess Who?“ (dt. Rate wer?) auf die Platten. Auf der ausgekoppelten Single stand nur noch „Guess Who?“ – der Name setzte sich durch, The Guess Who wurden eine der erfolgreichsten kanadischen Bands.
Allan nahm mit der Gruppe ein weiteres Album Hey Ho auf, dann widmete er sich wieder seiner Ausbildung und ging zur Universität. 1971 wurde er Mitglied der Band von Randy Bachman, der ebenfalls The Guess Who verlassen hatte. Aus dieser Band, „Brave Belt“, entstand später Bachman-Turner Overdrive.
Mit Brave Belt nahm Allan zwei Alben auf, bevor er sich eigenen Projekten zuwandte. 1973 brachte er ein erstes Soloalbum heraus. Seit 1982 unterrichtete Allan Songschreiben.
Chad Allan starb am 21. November 2023 im Alter von 80 Jahren.

## Diskografie
Chad Allan & the Expressions
- 1964: Hey, ho! (Quality)
- 1965: Shakin' allover (Quality)

## Einzelnachweis
1. ↑  Obituary - Chad Allan. In: Vancouver Sun & The Province. Abgerufen am 1. Dezember 2023 (englisch).

| Personendaten    | Personendaten               |
| ---------------- | --------------------------- |
| NAME             | Allan, Chad                 |
| ALTERNATIVNAMEN  | Kowbel, Allan Peter Stanley |
| KURZBESCHREIBUNG | kanadischer Rockmusiker     |
| GEBURTSDATUM     | 29. März 1943               |
| GEBURTSORT       | Winnipeg, Manitoba, Kanada  |
| STERBEDATUM      | 21. November 2023           |